# Pauridia
Pauridia ist eine Pflanzengattung innerhalb der Familie der Hypoxidaceae. Die etwa 34 Arten kommen im Südlichen Afrika und in Australien vor.

## Beschreibung und Ökologie

### Erscheinungsbild, Wurzeln und Laubblätter
Die Pauridia-Arten wachsen als ausdauernde, krautige Pflanzen, die meist relativ niedrig sind und nur selten Wuchshöhen von 50 Zentimetern erreichen. Sie bilden unterirdische, verdickte Sprossachsen, als Überdauerungsorgane, die jährlich in jeder Wachstumssaison neu gebildet werden und meist bleiben die Sprossachsenstücke der letzten oder mehrerer Wachstumsperioden übereinander erhalten. Nur bei Spiloxene alba und Spiloxene aquatica ist es anders, ihre Sprossachsen wachsen in weitgehend horizontaler Richtung. Da die Hüllen der unterirdischen Sprossachsen sehr unterschiedlich sind, dienen sie zur Gruppierung der Arten; sie können dünn und häutig oder faserig sein, diese Fasern können verzweigt sein und ein feinmaschiges Netz um die Sprossachse bilden oder sie können hart sowie gerade sein und Zähne auf der Sprossachse ähneln.
Alle Pauridia-Arten besitzen einige Zeit ihrer Entwicklung kontraktile Wurzeln, mit denen sie die Höhe im Erdboden für ein optimales Wachstum regeln können. Eine Besonderheit gibt es bei Pauridia ovata und Pauridia gracilipes, bei ihnen winden sich die Wurzeln um die unterirdischen Sprossachsen, bleiben über ein Jahr erhalten und bilden so einen „gewickelten Wurzelstock“; dieses nicht geotropische Wachstum wurde selten bei Geophyten berichtet und scheint nur bei südafrikanischen Pauridia vorzukommen.
Es handelt sich um Geophyten, bei denen während Trockenzeit die Blätter vertrocknen und frische Blätter in der Regenzeit wieder austreiben, die oft auch während der Blütezeit vorhanden sind. Pauridia-Arten sind im südafrikanischen Winter grün. Im späten südafrikanischen Herbst beginnen neue Blätter auszutreiben. Mehrere (bis zu zwölf) Laubblätter sind nur grundständig mehr oder weniger dreizeilig angeordnet. Es sind Blattscheiden ausgebildet. Die einfachen Blattspreiten sind lanzettförmig bis zylindrisch oder linealisch. Anders als bei ihren nächsten Verwandten der Gattungen Hypoxis und Rhodohypoxis sind Blattflächen kahl; nur bei wenigen Arten besitzt der glatte Blattrand unauffällige, kurz-verzweigte Haare (Trichome). Es liegt Parallelnervigkeit vor. Eine Besonderheit kommt bei der in periodischen Stillgewässern gedeihenden Spiloxene aquatica vor, ihre hohlen Blätter sind weitgehend mit Lufträumen gefüllt.

### Blütenstände, Blüten und Bestäubung
Es ist ein unbeblätterter, schlanker, kurzer bis langer Blütenstandsschaft vorhanden, der bei einigen Arten unterirdisch sein kann. Je nach Art stehen meist ein oder zwei, selten bis zu sieben Blüten in einem doldigen Blütenstand zusammen. Die Blüten stehen über jeweils ein oder zwei, linealischen oder laubblattähnlichen, oft unauffälligen Tragblättern. Die dünnen Blütenstiele sind meist lang, selten reduziert.
Die zwittrigen Blüten sind meist radiärsymmetrisch und dreizählig. Die meist sechs gleichgeformten Blütenhüllblätter sind frei, schmal eiförmig und immer sternförmig (daher auch ihre Trivialnamen in den Heimatgebieten cape star, golden star (englisch), sterretjie (afrikaans)) und ausgebreitet bis zurückgebogen angeordnet. Selten sind nur fünf oder vier Blütenhüllblätter vorhanden. Die Farbe der Blütenhüllblätter ist auf der Innenfläche meist golbgelb bis hellgelb, einige Arten sind weiß oder rosafarben. Bei einigen Arten (Pauridia capensis, Pauridia canaliculata) besitzen die Blütenhüllblätter außen rote oder grüne Streifen oder am häufigsten sind sie außen unifarben rötlich-rosafarben oder grün. Einige Arten besitzen an der Basis der Blütenhüllblätter dunkle Flecken (Honigmale); bei Pauridia capensis sind die Flecken meist schwärzlich oder selten irisierend blau-grün und bei Pauridia canaliculata sind sie tief matt purpurfarben. Es sind zwei Kreise mit je drei gleichen Staubblättern vorhanden. Selten sind nur fünf, vier oder zwei Staubblätter vorhanden. Die kurzen Staubfäden sind fast aufrecht und untereinander frei. Die Staubbeutel ragen aus der Blütenhülle heraus. Drei Fruchtblätter sind zu einem meist dreikammerigen, selten ein- oder zweikammerigen, unterständigen Fruchtknoten verwachsen. Jede Fruchtknotenkammer enthält viele Samenanlagen. Der kurze Griffel endet mit einer dreilappigen Narbe, die innen und am Rand papillös ist.
Die Blütezeit liegt hauptsächlich im Frühling der Südhalbkugel. Da die Blüten sich nicht alle gleichzeitig öffnen, dauert die Blütezeit einen Monat oder länger. Wenn das Wetter kalt und feucht ist, bleiben die Blüten oft auch für einige Tage geschlossen, bis es wieder sonnig ist. Auch an warmen Tagen öffnen sich die Blüten nur für einige Stunden, meist zwischen 11 und 16 Uhr. Wie bei allen Hypoxidaceae enthalten die Blüten bei Pauridia keine Nektarien, deshalb ist die einzige Belohnung für Blütenbesucher Pollen. Die offenen Blüten mit ihren weit herausragenden Staubbeuteln locken pollensammelnde Insekten an, die keine spezialisierte Vorratshaltung aufweisen. Die Hauptbestäuber sind Bienen-Arten. Die dunklen Honigmale von Pauridia capensis und Pauridia canaliculata locken pollenfressende Käfer (Hopliini, Melolonthinae, Scarabaeidae) an, die nicht wesentlich zur Bestäubung beitragen. Da aber nur Pollen als Belohnung vorhanden ist, kann es sein, dass die nur bei gutem Wetter geöffneten Blüten dafür sorgen, dass der nicht erneuerbare Pollen länger für die Bestäuber erhalten bleibt.

### Früchte und Samen
Die Kapselfrüchte öffnen sich, wenn sie vom verwelkten Blütenstand herunterfallen. Wenn sie geschüttelt werden, entlassen sie ihre Samen direkt auf dem Boden und von dort können die Samen von Wasser an andere Stellen gespült werden. Die mit einer Länge von 0,4 bis 1,0 mm meist relativ kleinen, fast kugeligen, selten J-förmigen Samen besitzen eine deutlich winzig warzig skulptierte, spröde, dunkelbraune bis schwarze, glänzende Samenschale und auffällige Raphe sowie Hilum.

## Vorkommen
Die Gattung Pauridia ist im Südlichen Afrika weitverbreitet. Etwa 16 Arten sind Elemente der Capensis. Etwa acht Arten kommen im Westkap, etwa acht Arten im Nordkap und drei Arten im Ostkap vor. Nur eine Art ist in Namibia beheimatet. Vier Arten sind in Australien verbreitet.
Die meisten Arten gedeihen in Gebieten mit Winterregen oder ganzjährigen Niederschlag im Südlichen Afrika. Ihre Vorkommen reichen von küstennahen Bereichen bis in größere Höhenlagen des Kap-Faltengebirges. Habitate sind meist perennierende Feuchtgebiete an Still- und Fließgewässern oder feuchten Felsbändern.
Viele Pauridia-Arten stehen in der „Red List of South African Plants“ = „Rote Liste der südafrikanischen Pflanzen“.

## Systematik
Pauridia ist eine Gattung innerhalb der Familie der Hypoxidaceae und wurde früher auch in die Familie der Liliaceae eingeordnet.

### Botanische Geschichte
Bis Snijman und Kocyan 2013 eine Revision der Gattung Pauridia veröffentlichten waren 19 bis 25 Arten in der Gattung Spiloxene, 2 Arten in der Gattung Saniella, 2 Arten in der Gattung Pauridia und 4 Arten in der Sektion Hypoxis sect. Ianthe.
Die Gattung Spiloxene wurde 1866 durch Richard Anthony Salisbury in The Genera of Plants, S. 44 aufgestellt. Typusart ist Spiloxene stellata Salisb. Der Gattungsname Spiloxene leitet sich von den griechischen Wörtern spilos für Fleck, Tupfen oder Punkt und xenos für Wirt oder Fremder ab; dies bezieht sich auf die dunklen Flecken (Honigmale) im Zentrum der Blüten der weitverbreiteten und bekannten Art Spiloxene capensis. Der Name Spiloxene Salisb. kam erst durch Fourcade 1932 in Gebrauch für den ungültig veröffentlichten Ianthe Nel.
Aus der Gattung Hypoxis wurden durch Gert Cornelius Nel im Artikel Die afrikanischen Arten der Amaryllidaceae-Hypoxideae in Botanische Jahrbücher, Band 51, S. 287–340 einige Arten in eine neue Gattung Ianthe Salisb. oder Janthe Nel orth. var. gestellt. Ianthe war aber schon als Gattungsname in der Familie Scrophulariaceae verwendet worden und so ist dieser später veröffentlichte Name unzulässig. Sidney Garside ersetzte 1936 in Journal of Botany, British and Foreign, Volume 74, S. 268 Ianthe durch Spiloxene.
Ob auch vier australische Arten der Sektion Hypoxis sect. Ianthe in die Gattung Spiloxene gehören wurde bis 2013 kontrovers diskutiert. Sie wurden 2013 Pauridia Gattung Pauridia eingegliedert.
Die Gattung Pauridia wurde 1838 durch William Henry Harvey in The genera of South African plants, arranged ..., S. 341 aufgestellt. Die einzige Art die Harvey nennt ist Pauridia hypoxidioides Harvey nom. illeg. superfl.; die Typusart ist Pauridia minuta (L. f.) Durand & Schinz. Der Gattungsname Pauridia ist vom griechischen Wort pauros, pauron für klein und einem Deminutiv abgeleitet und bezieht sich auf den kleinen Habitus einiger Arten.
Dem gut etablierten Gattungsname Pauridia Harvey wurden vom ICN Priorität gegeben gegenüber Spiloxene Salisb. (McNeill et al. 2012). Synonyme für Pauridia Harvey sind: Ianthe Salisb. nom. illeg. eine orthographische Variante von Janthe non Janthe Griseb., Hypoxis subg. Ianthe (Salisb.) Baker, Hypoxis sect. Ianthe (Salisb.) Benth., Spiloxene Salisb., Saniella Hilliard & Burtt.
Auch die zwei Arten der Gattung Saniella Hilliard & Burtt wurden in Pauridia eingegliedert, damit diese monophyletisch ist.

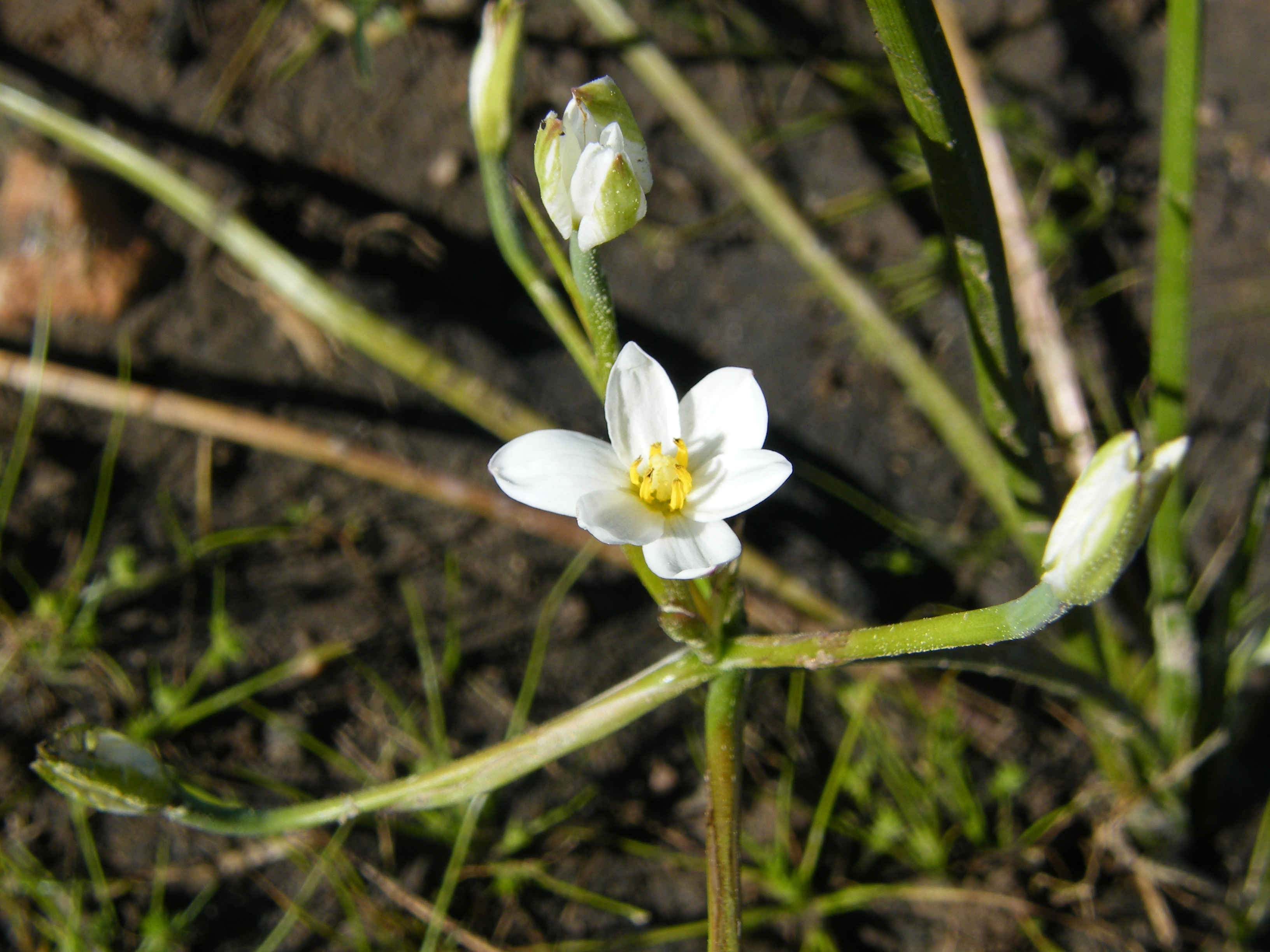
Blütenstand von Pauridia aquatica

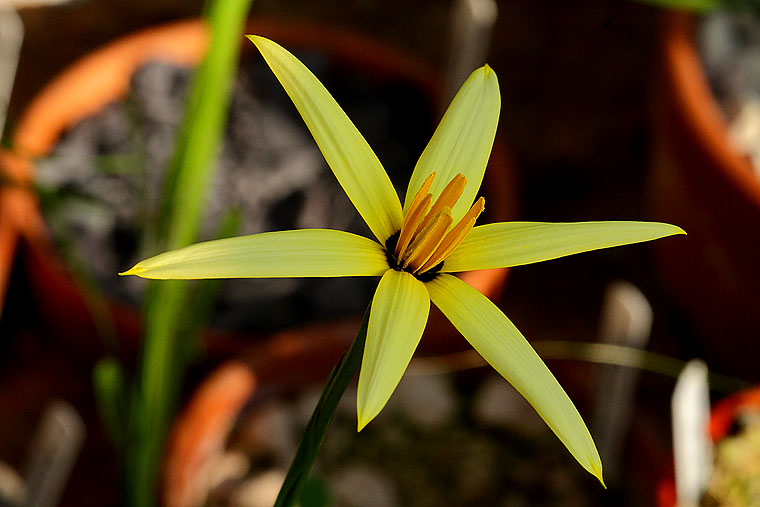
Blüte von Pauridia canaliculata

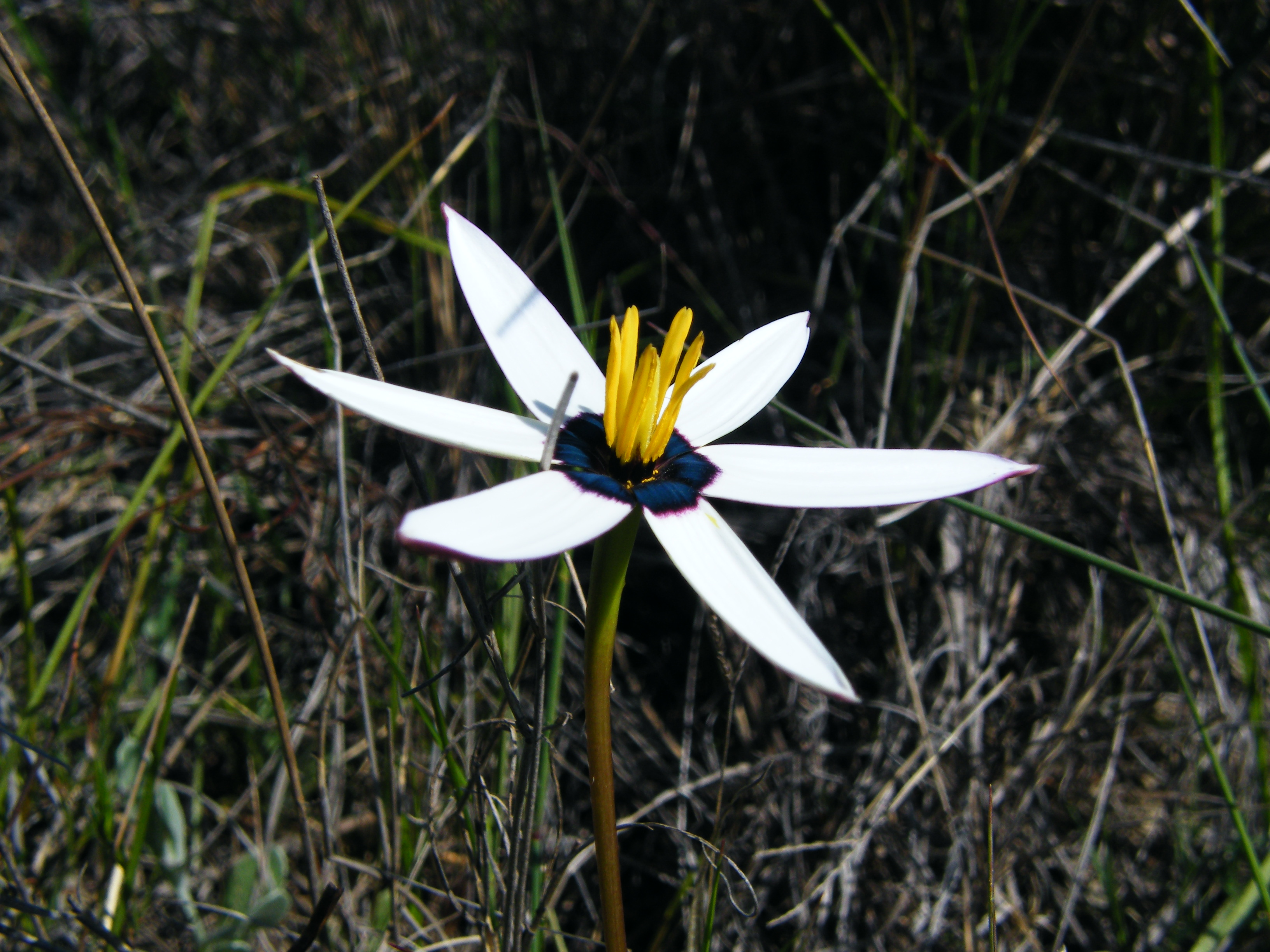
Blüte der weißen Form von Pauridia capensis

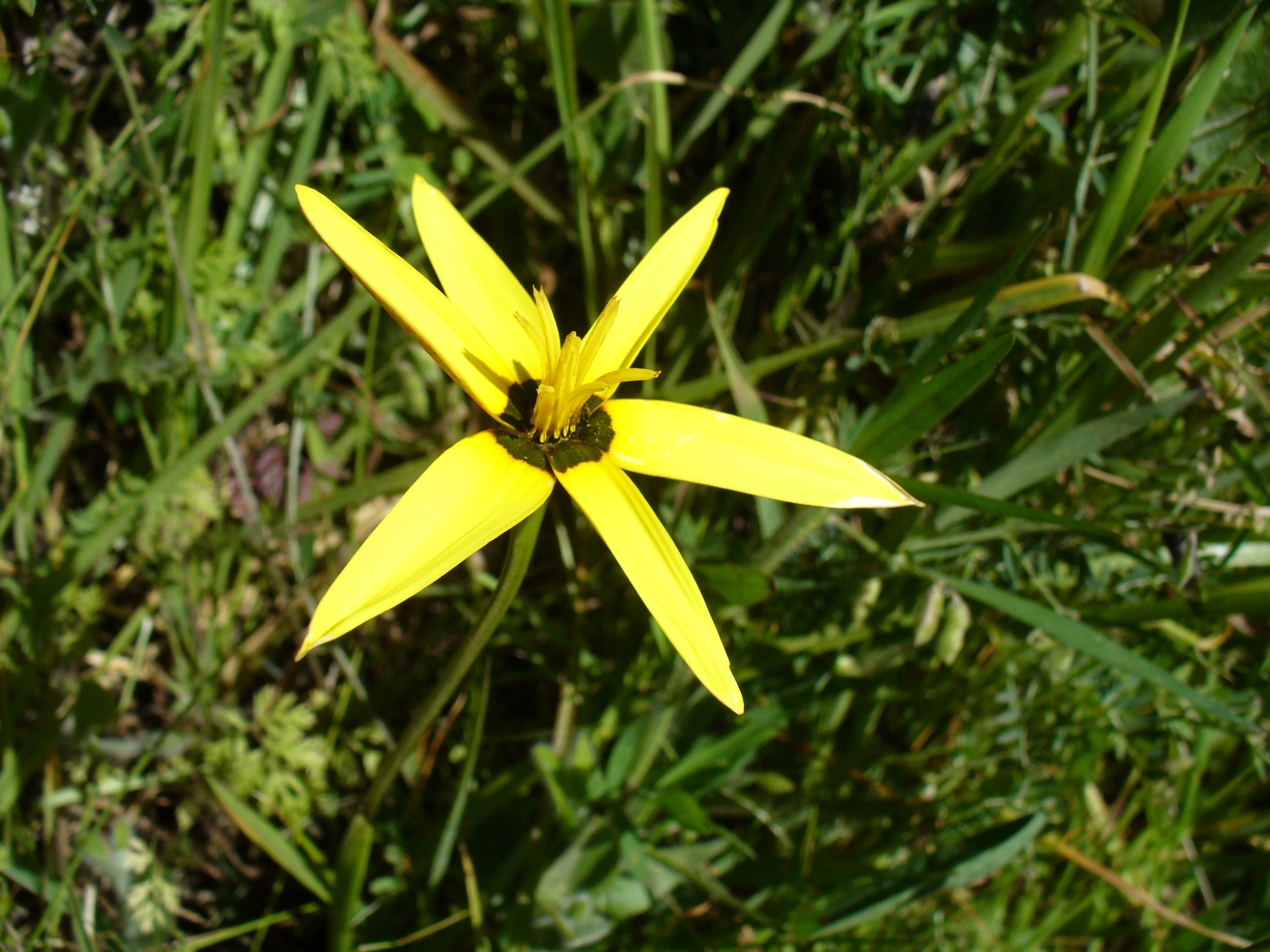
Blüte der gelben Form von Pauridia capensis

### Arten, ihre Verbreitung und Gefährdung
Es gibt seit 2013 etwa 34 Pauridia-Arten:
- Pauridia acida (Nel) Snijman & Kocyan: Sie kommt im Westkap vor.[3]
- Pauridia aemulans (Nel) Snijman & Kocyan: Sie kommt im Westkap vor.[3]
- Pauridia affinis (Schult. & Schult. f.) Snijman & Kocyan (Syn.: Hypoxis affinis Schult. & Schult. f., Hypoxis pusilla C.Presl nom. illeg. non Kunth, Hypoxis schlechteri Bolus, Ianthe schlechteri (Bolus) F.N.Williams, Spiloxene schlechteri (Bolus) Garside): Ihre Bestände im Nordkap und Westkap gelten als stabil. Sie wird als „least concern“ = „nicht gefährdet“ eingestuft.[3]
- Pauridia alba (Thunb.) Snijman & Kocyan (Syn.: Fabricia alba Thunb., Hypoxis alba (Thunb.) L. f., Hypoxis pumila Lam., Spiloxene alba (Thunb.) Fourc.): Sie kommt von Cold Bokkeveld bis Hermanus und Breede River Valley im Westkap vor. Ihre Bestände nehmen durch Verstädterung ab, die Hälfte der früheren 26 Fundorte existieren nicht mehr. Sie wird als „vulnerable“ = „gefährdet“ eingestuft.[3]
- Pauridia alticola Snijman & Kocyan: Diese seltene Art kommt an zehn stark voneinander isolierten Fundorten in Calvinia, Sutherland und Ceres Mountains im Nord- und Westkap vor. Sie im Fynbos nur in feuchten Senken auf schweren Böden in größeren Höhenlagen. Ihre Bestände gelten als stabil.[3]
- Pauridia aquatica (L. f.) Snijman & Kocyan: Sie gedeiht in perennierenden Stillgewässern. Ihre Bestände im Ostkap, Nordkap und Westkap gelten als stabil. Sie wird als „least concern“ = „nicht gefährdet“ eingestuft.[3]
- Pauridia breviscapa Snijman: Die 2014 erstbeschriebene Art kommt in Südafrika vor.[9]
- Pauridia canaliculata (Garside) Snijman & Kocyan: Sie kommt im Westkap von Cape Town vor Darling vor. Sie wird 2009 als „endangered“ = „stark gefährdet“ eingestuft.[3]
- Pauridia capensis (L.) Snijman & Kocyan: Ihre Bestände im Ostkap, Nordkap und Westkap gelten als stabil. Sie wird als „least concern“ = „nicht gefährdet“ eingestuft.[3]
- Pauridia curculigoides (Bolus) Snijman & Kocyan: Ihre Bestände im Westkap gelten als stabil. Sie wird als „least concern“ = „nicht gefährdet“ eingestuft.[3]
- Pauridia etesionamibensis (U.Müll.-Doblies, Mark.Ackermann, Weigend &. D.Müll.-Doblies) Snijman & Kocyan: Es ist die einzige Art, die in Namibia vorkommt.[10]
- Pauridia flaccida (Nel) Garside: Ihre Bestände im Ostkap und Westkap gelten als stabil. Sie wird als „least concern“ = „nicht gefährdet“ eingestuft.[3]
- Pauridia gardneri (R.J.F.Hend.) Snijman & Kocyan (Syn.: Hypoxis gardneri Henderson): Sie kommt im australischen Bundesstaat Western Australia vor.
- Pauridia glabella (R.Br.) Snijman & Kocyan (Syn.: Hypoxis glabella R.Br.): Es gibt zwei Varietäten in Australien:
  - Pauridia glabella (R.Br.) Snijman & Kocyan var. glabella: Sie ist im südlichen Australien einschließlich Tasmanien verbreitet.[8]
  - Pauridia glabella var. leptantha (Benth.) Snijman & Kocyan (Syn.: Hypoxis glabella var. leptantha (Benth.) Henderson, Hypoxis leptantha Benth., Ianthe leptantha (Benth.) Williams): Sie kommt im australischen Bundesstaat Western Australia vor.[8]
- Pauridia gracilipes (Schltr.) Snijman & Kocyan (Syn.: Spiloxene gracilipes (Schltr.) Garside, Hypoxis gracilipes Schltr., Ianthe gracilipes (Schltr.) Williams): Sie ist im westlichen Teil der Capensis verbreitet. Es gibt zwei Unterarten.[9]
- Pauridia linearis (Andrews) Snijman & Kocyan: Sie kommt von Jacobsbaai bis Mamre im Westkat. Ihre restlichen zehn Fundorte sind durch viele Faktoren bedroht. Sie wird als „vulnerable“ = „gefährdet“ eingestuft.[3]
- Pauridia longituba M.F.Thomps.: Sie kommt nur an fünf voneinander isolierten Standorten von St. Helena Bay bis Saldanha im Westkap vor. Sie wird 2009 als „endangered“ = „stark gefährdet“ eingestuft. Die Bestände nehmen durch Habitatdegradation und -verlust, besonders durch Verstädterung um Vredenburg, ab.[3]
- Pauridia maryae Snijman: Die 2014 erstbeschriebene Art kommt in Südafrika vor.[9]
- Pauridia maximiliani (Schltr.) Snijman & Kocyan: Sie kommt nur an zwei Fundorten im Olifants River Valley im Westkap vor. Sie wird 2009 als „endangered“ = „stark gefährdet“ eingestuft. Ihre Bestände sind durch Zitrusplantagen gefährdet.[3]
- Pauridia minuta (L.) Snijman & Kocyan (Syn.: Fabricia minuta (L. f.) Thunb., Ixia minuta L. f., Romulea minuta (L. f.) Eckl., Hypoxis minuta (L. f.) Eckl. ex Schult. & Schult.f., Pauridia hypoxidioides Harv. nom. superfl., Syringodea minuta (L. f.) Klatt, Galaxia minuta (L. f.) Ker Gawl., Ixia minima Schrank, Hypoxis truncata Thunb. ex Schult. & Schult. f., Hypoxis nana E.Mey. ex Baker nom. inval., Hypoxis triandra Pappe ex Baker): Sie kommt nur noch an drei vier Fundorten vom Pakhuis Pass bis Cape Peninsula und Strand vor. Viele der historischen Fundorte gingen durch Verstädterung im Raum Kapstadt und Stellenbosch verloren. Die kleinen Restbestände sind durch Verstädterung und Ausweitung von Weizenfeldern sowie Weingärten gefährdet. Sie wurde 2009 als „endangered“ = „stark gefährdet“ eingestuft.[3]
- Pauridia monophylla (Schltr. ex Baker) Snijman & Kocyan: Ihre Bestände im Westkap gelten als stabil. Sie wird als „least concern“ = „nicht gefährdet“ eingestuft.[3]
- Pauridia monticola Snijman: Die 2014 erstbeschriebene Art kommt in zwei Unterarten in Südafrika vor.[9]
- Pauridia nana (Snijman) Snijman & Kocyan: Diese seltene Art kommt nur an zehn Fundorten im Bokkeveld Escarpment im Nordkap vor.[3]
- Pauridia occidentalis (Benth.) Snijman & Kocyan (Syn.: Hypoxis occidentalis Benth.): Es gibt zwei Varietäten im australischen Bundesstaat Western Australia:
  - Pauridia occidentalis (Benth.) Snijman & Kocyan var. occidentalis: Sie kommt im australischen Bundesstaat Western Australia vor.[8]
  - Pauridia occidentalis var. quadriloba (F.Muell.) Snijman & Kocyan (Syn.: Hypoxis occidentalis var. quadriloba (F.Muell.) Henderson, Hypoxis glabella var. quadriloba F.Muell.): Sie kommt im australischen Bundesstaat Western Australia vor.[8]
- Pauridia ovata (L. f.) Snijman & Kocyan (Syn.: Hypoxis ovata L. f., Ianthe ovata (L. f.) Salisb. ex F.N.Williams, Spiloxene ovata (L. f.) Garside): Ihre Bestände im Nordkap und Westkap gelten als stabil. Sie wird als „least concern“ = „nicht gefährdet“ eingestuft.[3]
- Pauridia pudica Snijman: Die 2014 erstbeschriebene Art kommt in Südafrika vor.[9]
- Pauridia pusilla (Snijman) Snijman & Kocyan: Diese seltene Art kommt nur in speziellen Habitaten im Sandstein-Massiv des nördlichen Cederberges und Matsikamma-Gifberg-Komplexes vor. Sie kommt im Westkap nur in Gifberg, Matsikamma Mountain und Pakhuis Pass vor.
- Pauridia pygmaea Snijman & Kocyan (Syn.: Fabricia minuta (L.) Thunb., Helonias minuta L., Hypoxis minuta (L.) L. f., Ianthe minuta (L.) F.N.Williams, Spiloxene minuta (L.) Fourc.): Dieser Endemit kommt nur noch an drei oder vier voneinander isolierten Fundorten zwischen Pakhuis Pass bis zur Kaphalbinsel und Strand vor. Es gab früher mehr Fundorte, sie sind durch Ausdehnung von landwirtschaftlichen Flächen reduziert worden. Die restlichen Bestände sind gefährdet durch invasive Grasarten. Sie wird 2007 als „endangered“ = „stark gefährdet“ eingestuft.[3]
- Pauridia salina (M.Lyons & Keighery) Snijman & Kocyan (Syn.: Hypoxis salina Lyons & Keighery): Sie ist im südwestlichen Australien verbreitet.[8]
- Pauridia scullyi (Baker) Snijman & Kocyan:  Sie kommt im Nordkap vor. Sie wird als „least concern“ = „nicht gefährdet“ eingestuft.[3]
- Pauridia serrata (Thunb.) Snijman & Kocyan (Syn.: Spiloxene serrata (Thunb.) Garside): Sie kommt nur im Nordkap vor. Ihre zwei Varietäten werden als „least concern“ = „nicht gefährdet“ eingestuft.[3]:
  - Pauridia serrata subsp. albiflora (Nel) Snijman & Kocyan (Syn.: Hypoxis alba var. gracilis Baker, Ianthe serrata var. albiflora Nel, Spiloxene serrata var. albiflora (Nel) Garside): Sie kommt nur im Nordkap vor; die Bestände sind stabil.[3]
  - Pauridia serrata (Thunb.) Snijman & Kocyan subsp. serrata (Syn.: Fabricia serrata Thunb., Hypoxis dielsiana (Nel) Geerinck, Hypoxis serrata (Thunb.) L. f., Ianthe dielsiana Nel, Ianthe serrata (Thunb.) Salisb., Spiloxene dielsiana (Nel) Garside, Spiloxene namaquana U.Müll.-Doblies, Mark.Ackermann, Weigend & D.Müll.-Doblies[10], Spiloxene serrata (Thunb.) Garside): Sie kommt nur im Nordkap vor; die Bestände sind stabil.[3]
- Pauridia trifurcillata (Nel) Snijman & Kocyan (Syn.: Ianthe trifurcillata Nel, Spiloxene trifurcillata (Nel) Fourc.): Ihre Bestände im Ostkap gelten als stabil. Sie wird als „least concern“ = „nicht gefährdet“ eingestuft.[3]
- Pauridia umbraticola (Schltr.) Snijman & Kocyan (Syn.: Hypoxis umbraticola Schltr., Ianthe umbraticola (Schltr.) F.N.Williams, Spiloxene umbraticola (Schltr.) Garside): Sie wurde seit 1964 nicht wiedergefunden, die Fundortangaben im Olifants River Valley im Westkap waren zu ungenau. Wie stark diese Art gefährdet ist, etwa durch die Landwirtschaft, kann deshalb nicht eingeschätzt werden.[3]
- Pauridia vaginata (Schltdl.) Snijman & Kocyan (Syn.: Hypoxis vaginata Schltdl.): Es gibt zwei Varietäten in Australien:[8]
  - Pauridia vaginata (Schltdl.) Snijman & Kocyan var. vaginata: Sie ist im südwestlichen sowie südöstlichen Australien verbreitet.
  - Pauridia vaginata var. brevistigmata (R.J.F.Hend.) Snijman & Kocyan: Sie ist vom südlichen New South Wales über Victoria bis Tasmanien verbreitet.
- Pauridia verna (Hilliard & B.L.Burtt) Snijman & Kocyan: Sie kommt in den südafrikanischen Provinzen Ostkap sowie KwaZulu-Natal und in Lesotho vor. Sie wird als „least concern“ = „nicht gefährdet“ eingestuft.[3]

## Nutzung
Über eine heutige Nutzung, beispielsweise als Zierpflanze, ist von keiner Pauridia-Art etwas bekannt.